# 싸이언 쿠키
싸이언 쿠키(CYON Cooky)는 LG전자가 2009년 3월 9일에 출시한 피처 폰이다. 출시하였을 당시 10.9mm로 가장 얇은 피처 폰이었다.

## 세부 모델
세부 모델 및 각 모델별 차이는 아래와 같다.
| 모델명    | 통신 방식    | 통신사     |
| --------- | ------------ | ---------- |
| LG-SU910  | HSDPA        | SK텔레콤   |
| LG-KU9100 | HSDPA        | KT         |
| LG-LU9100 | EV-DO Rev. A | LG유플러스 |

## 사진

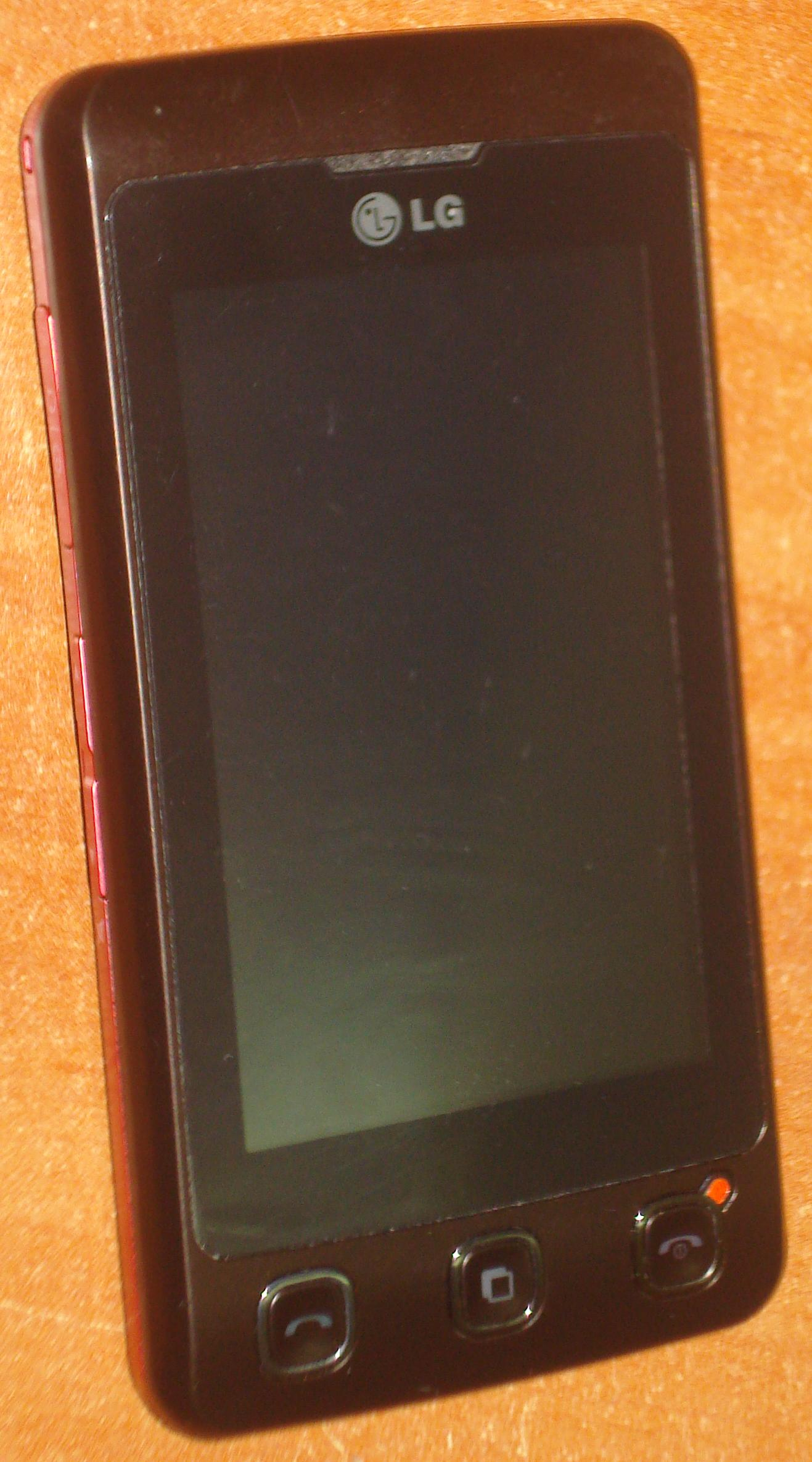
LG 쿠키

## 같이 보기
- LG 쿠키